# Tatort: Mordfieber
Mordfieber ist ein Fernsehfilm aus der Krimireihe Tatort mit dem Ludwigshafener Ermittlerduo Lena Odenthal (Ulrike Folkerts) und Mario Kopper (Andreas Hoppe). Es handelt sich um die 409. Tatort-Folge und eine Produktion des SWR. Die Episode wurde am 5. April 1999 im Ersten Deutschen Fernsehen zum ersten Mal ausgestrahlt.
Lena Odenthal hat den Mord an zwei Kolleginnen aufzuklären und gerät dabei selber ins Visier des psychisch kranken Täters.

## Handlung
Bei einem Schießtraining versucht Lena Odenthal, ihre junge Kollegin Carol Roschner zu motivieren. Sie weiß, dass Carol privat etwas angeschlagen ist und ihr ein wenig Zuspruch gut tut. Nach Trainingsende geht Carol zu ihrem Auto und hört plötzlich ein Wimmern im angrenzenden Waldstück. Sie nimmt ihre Pistole, will nachsehen und kurz darauf fällt ein Schuss. Als Odenthal und Kopper aus der Trainingshalle kommen, sehen sie Carols Auto noch stehen, obwohl sie gesagt hatte, es eilig zu haben, nach Hause zu fahren. Sie gehen in den Wald, um nachzusehen, und finden die junge Polizistin mit einem Kopfschuss und zerschnittenem Gesicht tot am Boden liegen. Durch ihr schnelles Eingreifen ist der Täter offensichtlich gestört worden, denn er hat das Skalpell, eine leere Medikamentenpackung und ein Tagebuch mit Schriftzeichen und Symbolen liegen gelassen. Die gefundene Tablettenpackung enthält „Retrosan“ – ein Mittel zur Behandlung von Schizophrenie. Odenthal zieht den Psychoanalytiker Peter Rosso hinzu, was Kopper allerdings missfällt. Sie diskutiert den Fall auch noch nach Feierabend mit Rosso und ist der Meinung, dass die Tat einen sexuellen Hintergrund hat. Rosso allerdings ist anderer Meinung und vermutet, dass der Täter alles eiskalt geplant hat und er ein aggressives Monster ist, das wieder töten wird. Seiner Meinung nach arbeitet der Mörder mit Präzision, Instinkt und Erfahrung.
Nach Odenthals Meinung kommen für die Tat zunächst polizeilich bekannte Sexualtäter in Betracht. Sie sieht die Akten durch und meint, dass ein Robert Schneider als Täter in Frage käme. Allerdings befindet der sich laut Aktenlage in der Sicherungsverwahrung. Daher konzentriert sich Odenthal auf Carols Ehemann, da sie weiß, dass die Ehe der beiden nicht unproblematisch war und er sie öfter geschlagen hatte. Er ist sogar vorbestraft und sein Alibi nicht wasserdicht. Kopper will ihn überprüfen und begibt sich zu seinem Wohnwagen, in welchem er öfter anzutreffen ist. Als Wolfgang Roschner flüchten will, hält Kopper ihn mit Gewalt zurück und Roschner erleidet dabei eine Fraktur des Oberarms.
Unerwartet geht spät abends bei der Polizei von der Kollegin Ruth Behnke ein Notruf ein. Odenthal begibt sich zu ihr und gerät in eine Schießerei. Offensichtlich war es eine Falle, die ganz gezielt gestellt wurde, um Odenthal an diesen Ort zu locken. Obwohl sie am Arm getroffen ist, sucht sie nach Ruth Behnke. Diese kann jedoch nur noch tot aufgefunden werden. Ihr Gesicht ist ähnlich zerschnitten wie bei Carol und der Mörder hat wieder leere „Retrosanblister“ hinterlassen. Roschner kommt als Tatverdächtiger aufgrund seiner Verletzung nun nicht mehr in Betracht und die Ermittler sind entsprechend ratlos.
Peter Rosso, der auffallend schnell am Tatort eintrifft, kümmert sich um Odenthal, die der Tod ihrer Kollegin arg mitgenommen hat und nimmt sie mit zu sich in die Wohnung. Da der Anschlag offensichtlich ihr galt, ist sie in Gefahr. Als er meint, dass sie unbedingt eine Schlaftablette nehmen solle, wird sie skeptisch und tut nur so, als ob sie das Medikament einnimmt. In der Nacht nähert er sich ihrem Bett. Da er sie schlafend wähnt, legt er sich kurz zu ihr, geht dann jedoch wieder aus dem Zimmer. Odenthal hatte das bemerkt, da sie sich nur schlafend gestellt hatte. Als Rosso mitten in der Nacht Besuch von einem Patienten erhält, schickt er ihn ungehalten mit einer Packung „Retrosan“ wieder weg. Odenthal, die das heimlich beobachtete, stellt Rosso zur Rede und entdeckt unzählige Packungen des Medikaments in seinem Schreibtisch. Sie hat schon länger den Eindruck, dass sein ganzes Verhalten sehr schizophren erscheint und so lässt Odenthal Rosso festnehmen. Bei der anschließenden Hausdurchsuchung entdeckt sie die Akte von Robert Schneider. Offensichtlich ist er sein Patient und sie findet heraus, dass er schon vor fünf Monaten aufgrund neuer Gutachten aus der Sicherungsverwahrung entlassen wurde. Der Klinikleiter ist jedoch der Meinung, dass Schneider nicht aggressiv war, sondern eher Angst hatte und unter Verfolgungswahn litt.
Aufgrund unzureichender Beweise muss Rosso aus der Untersuchungshaft entlassen werden. Auch Schneider ist nicht auffindbar. Daher möchte Kriminalrat Friedrichs, dass Odenthal aus Sicherheitsgründen die Stadt verlässt, aber sie will unbedingt weiterermitteln und dem Täter eine Falle stellen. Dennoch übernachtet sie sicherheitshalber bei Kopper und seiner Mutter. In der Nacht erhält sie einen Anruf und wird von einem Fremden zu einem Treffpunkt bestellt. Obwohl sie allein gehen will, behält Kopper sie im Auge. Sie ist sicher, dass Schneider auf sie wartet und kurz nach ihrem Eintreffen beginnt ein ähnliches Feuergefecht wie am Vortag. In der Ansicht, getroffen zu haben, geht Schneider auf Odenthal zu, woraufhin sie ihn mit ihrer Dienstwaffe erschießt. Plötzlich erscheint jedoch auch Rosso mit einem Gewehr. Er will auf Odenthal schießen, doch Kopper kann dies verhindern und nimmt ihn fest.
Rosso hatte offensichtlich selbst mit einer psychischen Erkrankung zu kämpfen und hatte Robert Schneider so in seinem Sinne manipuliert, dass er für ihn gezielt diese Morde ausgeführt hatte.

## Hintergrund
Das Skript zu Mordfieber stammt von Fred Breinersdorfer, der für insgesamt vier Odenthal-Fälle das Drehbuch schrieb. In der Rolle des Bösewichts Robert Schneider ist Florian Martens zu sehen, der seit 1994 in Ein starkes Team als Kriminalhauptkommissar Otto Garber in Erscheinung tritt.

## Rezeption

### Einschaltquoten
Die Erstausstrahlung von Mordfieber am 5. April 1999 wurde in Deutschland insgesamt von 6,92 Millionen Zuschauern gesehen und erreichte einen Marktanteil von 19,07 Prozent für Das Erste.

### Kritik
Günter H. Jekubzik von Filmtabs.de urteilt über diesen düsteren Krimi, dass diesmal nicht der Gärtner der Mörder war, sondern „der hauseigene Kriminalpsychologe, der sich zu tief in einen Fall hineingearbeitet hat. Das alles [geschieht] etwas offensichtlich, doch - unter auffallend prägnanter Musikbegleitung - mit einer Menge Action, Tempo und Spannung. Statt des üblichen Suchspiels nach Beweisen, Zeugen oder rettenden (Drehbuch-) Ideen, bot der Film eine kleine, fesselnde Horrorstunde in de[r] effektvoll beschatteten Verdunkelungsvilla des mysteriösen Psychologen. Autor Fred Breinersdorf schuf einen komplexen Fall, dessen Auflösung allerdings unklar blieb - aber das ist ja auch mal was ...“
Bei Moviesection.de vergibt Thomas Ays nur zwei von fünf möglichen Sternen und findet: „‚Mordfieber‘ zählt wohl ganz eindeutig zu den schlechtesten ‚Tatorten‘ aus Ludwigshafen. Hier hat man sich seitens Inszenierung und Drehbuch wohl zu sehr hinreißen lassen. […]  ‚Mordfieber‘ ist so durchsichtig wie eine frisch geputzte Fensterscheibe und so spannend, wie eine Partie Minigolf. Gleichzeitig übertreibt es Regisseur Ulrich Stark mit der Inszenierung, gerade in Schauspielerszenen, doch deutlich. […] ‚Mordfieber‘ ist langweilig, langatmig, durchsichtig und gänzlich unüberraschend. Noch dazu werden hier Dinge gesagt und getan, die mit Logik absolut gar nichts zu tun haben.“
Die Kritiker der Fernsehzeitschrift TV Spielfilm schreiben über diesen Tatort: „Die ‚Tatort‘-Folge kommt schwärzer und gruseliger als gewöhnlich daher. Allerdings trägt die Geschichte etwas zu dick auf. Fazit: Fieber? Nur leicht erhöhte Temperatur.“